# Gymnosporia pyria
Gymnosporia pyria là một loài thực vật có hoa trong họ Dây gối. Loài này được (Willemet) Jordaan mô tả khoa học đầu tiên năm 2006.